# Judas Ø
| Críticas profissionais | Críticas profissionais |
| Avaliações da crítica  | Avaliações da crítica  |
| Fonte                  | Avaliação              |
| ---------------------- | ---------------------- |
| Allmusic               | [ 1 ]                  |

Judas Ø é uma compilação de lados B e raridades da banda norte-americana The Smashing Pumpkins, lançada em 20 de novembro de 2001 como um disco bônus de Rotten Apples, a coletânea de greatest hits do grupo. As canções que compõe Judas são, em grande escala, das sessões de gravação de Mellon Collie and the Infinite Sadness, Adore e Machina/The Machines of God, e algumas faixas podem ser encontradas em The Aeroplane Flies High e em Machina II/The Friends & Enemies of Modern Music. Judas Ø é considerado o álbum irmão de Pisces Iscariot, uma coleção de lados B e raridades dos álbuns Gish e Siamese Dream

## Faixas
- "Lucky 13" (Machina II) – 3:09
- "The Aeroplane Flies High (Turns Left, Looks Right)" (versão editada, originalmente no single de "Thirty-Three") – 7:53
- "Because You Are" (não-lançada) – 3:46
- "Slow Dawn" (Machina II) – 3:12
- "Believe" (single de "1979") – 3:12
- "My Mistake" (demo de Adore) – 4:00
- "Marquis in Spades" (single de "Zero") – 3:12
- "Here's to the Atom Bomb" (single de "Try, Try, Try") – 4:26
- "Sparrow" (demo de Adore) – 2:56
- "Waiting" – 3:48
- "Saturnine" (não-lançada) – 3:49
- "Rock On" (David Essex cover) (gravada durante a turnê "Sacred and Profane") – 6:06

"*Set the Ray to Jerry" (single de "1979") – 4:09
- "Winterlong" (demo de Machina I) – 4:59
- "Soot and Stars" (demo de Machina I) – 6:39
- "Blissed and Gone" – 4:46